# Tennistoernooi van Rome 2025
Het tennistoernooi van Rome van 2025 werd van dinsdag 6 tot en met zondag 18 mei 2025 gespeeld op de gravelbanen van het Foro Italico in de Italiaanse hoofdstad Rome. De officiële naam van het toernooi was Internazionali BNL d'Italia.
Het toernooi bestond uit twee delen:
- WTA-toernooi van Rome 2025, het toernooi voor de vrouwen
- ATP-toernooi van Rome 2025, het toernooi voor de mannen

## Toernooikalender
| Rome              | mei 2025 | mei 2025 | mei 2025 | mei 2025 | mei 2025 | mei 2025 | mei 2025 | mei 2025    | mei 2025    | mei 2025     | mei 2025     | mei 2025     | mei 2025 |
| Rome              | din 6    | woe 7    | don 8    | vrĳ 9    | zat 10   | zon 11   | maa 12   | din 13      | woe 14      | don 15       | vrĳ 16       | zat 17       | zon 18   |
| ----------------- | -------- | -------- | -------- | -------- | -------- | -------- | -------- | ----------- | ----------- | ------------ | ------------ | ------------ | -------- |
| vrouwenenkelspel  | 1e ronde | 1e ronde | 2e ronde | 2e ronde | 3e ronde | 3e ronde | 4e ronde | kwartfinale | kwartfinale | halve finale |              | finale       |          |
| vrouwendubbelspel |          |          |          | 1e ronde | 1e ronde | 2e ronde | 2e ronde | 2e ronde    | kwartfinale | kwartfinale  | halve finale |              | finale   |
| mannenenkelspel   |          | 1e ronde | 1e ronde | 2e ronde | 2e ronde | 3e ronde | 3e ronde | 4e ronde    | kwartfinale | kwartfinale  | halve finale |              | finale   |
| mannendubbelspel  |          |          |          |          |          | 1e ronde | 1e ronde | 2e ronde    | 2e ronde    | kwartfinale  | kwartfinale  | halve finale | finale   |

ATP-toernooi van Rome – WTA-toernooi van Rome

1990 · 1991 · 1992 · 1993 · 1994 · 1995 · 1996 · 1997 · 1998 · 1999 · 2000 · 2001 · 2002 · 2003 · 2004 · 2005 · 2006 · 2007 · 2008 · 2009 · 2010 · 2011 · 2012 · 2013 · 2014 · 2015 · 2016 · 2017 · 2018 · 2019 · 2020 · 2021 · 2022 · 2023 · 2024 · 2025